# Síndrome de Stickler
A síndrome de Stickler (também denominada artro-oftalmopatia hereditária, síndrome de Marshall-Stickler ou síndrome de Wagner-Stickler) é uma doença genética. Tem uma transmissão autossómica dominante, com expressão variável. É provocada por uma mutação que ocorre num gene associado à produção do colagénio.
A ocorrência na população é de 1 para 20000 pessoas.

## Sinais
Alguns dos sinais diagnosticantes são:
- Fissura palatina (fenda palatina)
- Face plana
- Miopia intensa (com descolamento da retina e ocorrência de cataratas.
- Deficiências auditivas
- Artropatia (com displasia espondiloepifisária).
- Surdez
- Astigmatismo
- Artrose
- Laxidez articular
- Aracnodactilia
- Micrognatia/retrognatia
- Anodontia/oligodontia
- Cifose
- Glaucoma/buftalmia
- Alterações do esmalte dos dentes
- Amiotrofia/agenesia muscular
- Erupção prematura dos dentes
- Membros longos
- Hipotonia